# August Neven DuMont (Verleger, 1832)
August Libert Neven DuMont (* 13. August 1832 in Köln; † 7. September 1896 in Hohwald, Elsass) war ein deutscher Verleger.

## Leben
August Neven war ein Sohn des Kölner Kaufmanns und Fabrikanten Mathieu Neven (1796–1878) und seiner Frau Maria Elisabeth, geb. Michels (1806–1868). 1856 heiratete er Christine DuMont (1836–1903), Tochter des Verlegers Joseph DuMont. Zu ihren gemeinsamen Kindern gehörten der Jurist, Politiker und Verleger Josef Neven DuMont, der Maler August Neven Du Mont (1866–1909) und der Verleger Alfred Neven DuMont.
Nachdem Joseph DuMont 1861 verstorben war, wurde August Neven Teilhaber des Verlagshauses M. DuMont Schauberg. 1880 starb auch sein Schwager Ludwig DuMont und kurz darauf der langjährige Teilhaber Ferdinand Wilhelm Schultze, die zusammen das Verlagshaus geleitet hatten. Daraufhin übernahm August Neven, der bis dahin als Inhaber des väterlichen Unternehmens im Handel von Bergwerkserzeugnissen tätig gewesen war, die Leitung des Verlagshauses. Als Schwiegersohn und Erbe des Verlegers Joseph DuMont sowie Leiter des Verlags M. DuMont Schauberg 1882 hatte er eine königlich preußische Namensvereinigung zu Neven DuMont erhalten. Er gab den „Kölner Stadt-Anzeiger“ und die „Kölnische Illustrierte Zeitung“ heraus. Zudem war er 1882 Gründer der „Straßburger Post“. 1889 führte er eine Versorgungskasse als Altersversorgung für Redakteure und Angestellte des Verlags ein. 1896 starb er auf einer Bergwanderung in den Vogesen im Alter von 64 Jahren. Er  wurde in der Familiengrabstätte seiner Frau auf dem Kölner Melaten-Friedhof beigesetzt. Danach führten seine Söhne Josef und Alfred Neven DuMont die Leitung des Verlags fort.